# ضغبوس
ضُغْبوس جمعها ضَغابيسُ (الاسم العلمي: Monolluma)، جنس نباتات من فصيلة الدفلية، تم وصفه لأول مرة على أنه جنس في عام 1995. يحتوي على نوع واحد معروف فقط، الضغبوس الرباعي (Monolluma quadrangula)، موطنه الأصلي الشرق الأوسط.
شمل سابقًا
- Monolluma cicatricosa (Deflers) Plowes ، مرادف لـ Caralluma cicatricosa (Deflers) N.E.Br ..